# Les Authieux-sur-Calonne

Les Authieux-sur-Calonne este o comună în departamentul Calvados, Franța. În 1 ianuarie 2022 avea o populație de 276 de locuitori.